# عروة رقبية
العروة الرقبية (بالإنجليزية: Ansa cervicalis) هي حلقة من الأعصاب وجزء من الضفيرة العنقية و تشكل مجموعة الأعصاب المعصبة لعضلات تحت اللامي.

## الوظيفة
العروة الرقبية هي التي تعصب العضلات التي تتلقى تعصيبها من أحد فروع العروة الرقبية وهي العضلة القترائية عضلة مبطحة
العضلة القصية اللامية عضلة  شبه المنحرفة
حيث المبطحة يعصبها الوجه و القترائية بعصبها اللاحق (حركي) و ر2 & ر3 (حسّي) وشبه المنحرفة بعصبها اللاحق و ر3&ر4 والعضلات تحت اللامي يعصبها العروة الرقبية.

## معرض صور

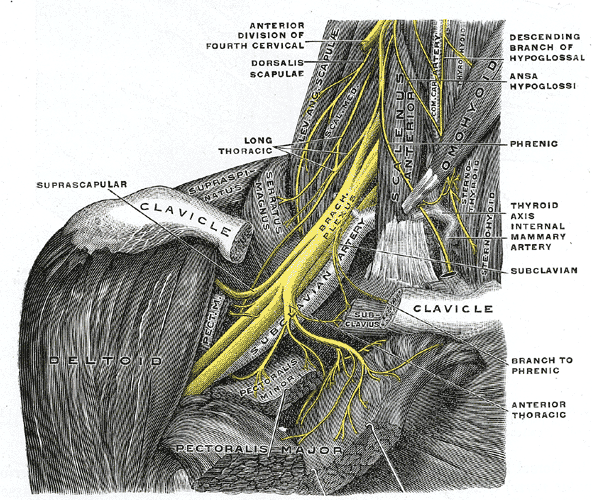
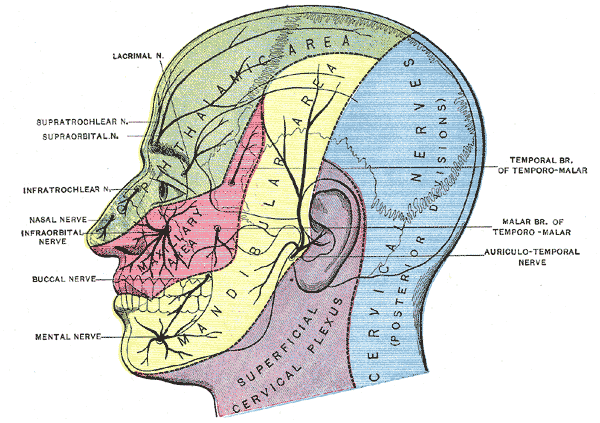
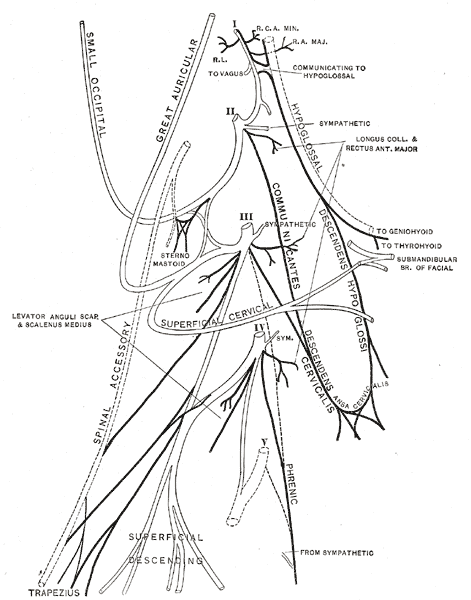
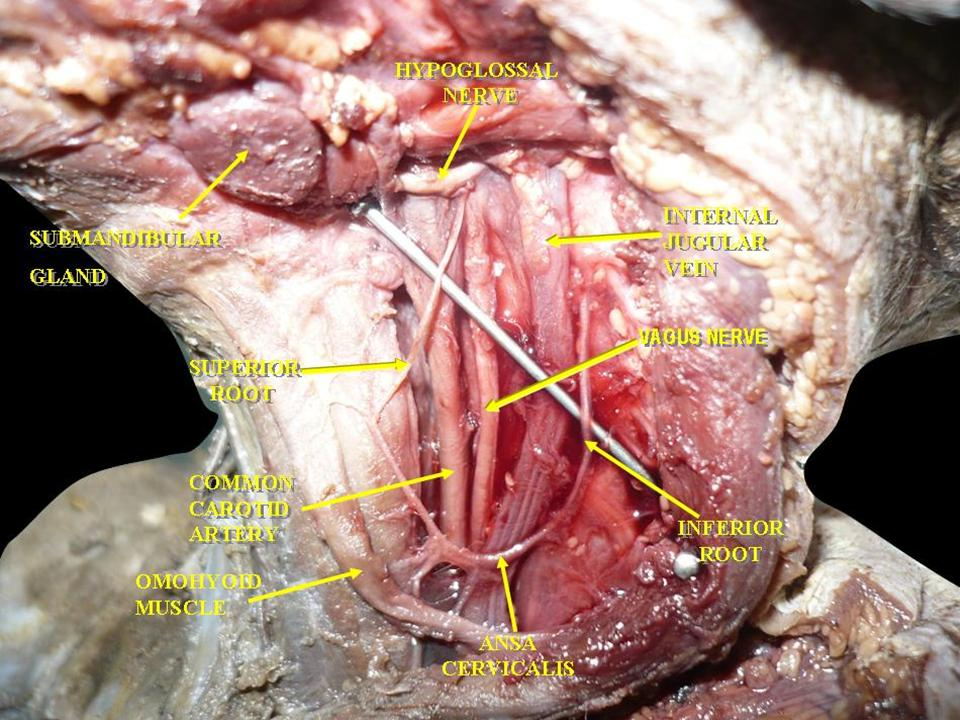

## وصلات خارجية
- شكل تشريحي: 25:03-08 على موقع مركز سوني دونستات الطبي (تشريح بشري عبر الإنترنت).
- Photo and description نسخة محفوظة 16 أكتوبر 2005 على موقع واي باك مشين. at جامعة تافتس
- Medicalاستذكارs.com: 1042
- http://www.med.mun.ca/anatomyts/nerve/cerplex.htm نسخة محفوظة 4 مارس 2008 على موقع واي باك مشين.